# Einschienenbahn Xi'an
Die Einschienenbahn Xi’an, offiziell Xi’an Qujiang Sightseeing Monorail (chinesisch 西安曲江观光轻轨, Pinyin Xī'ān Qǔjiāng Guānguāng Qīngguǐ) oder kurz Xi’an Monorail genannt, ist eine nach dem ALWeG-System gebaute Sattelbahn in der chinesischen Stadt Xi’an. Die von der Firma Intamin gebaute Bahn wurde erstmals im Januar 2015 in Betrieb genommen. Sie umfasst seit Mai 2023 eine Streckenlänge von 6,8 Kilometern, bedient 9 Haltestellen und hat überwiegend touristische Bedeutung.

## Geschichte
Die Bauarbeiten für die ursprünglich vollständige Ringstrecke mit 9,6 Kilometern Länge samt elf Stationen wurden im Oktober 2012 abgeschlossen, aufgrund technischer Schwierigkeiten und fehlender Betriebsgenehmigungen erfolgte die Eröffnung allerdings erst am 16. Januar 2015. Bereits nach nur dreimonatiger Betriebszeit wurde der Verkehr wieder eingestellt, da im westlichen Streckenabschnitt im Verlaufe der Ci'en West-Straße der Bau der U-Bahn-Linie 4 Vorrang erhielt. Weil die Fundamente der Streckenpfeiler den Bau des U-Bahntunnels behinderten, wurden Fahrweg und die beiden Stationen dort im Jahr 2018 vollständig abgerissen. Bis 2022 erfolgte der Umbau der verbleibenden Strecke für den Zweirichtungsverkehr und am 1. Mai 2023 gab es die Wiedereröffnung.

## Strecke
Die Einschienenbahn Xi’an erschließt auf durchgängig eingleisiger und aufgeständerter Strecke das Areal des „Nanhu Park“, welcher südöstlich der Innenstadt liegt. Die wichtigste und gleichzeitig nördlichste und damit innenstadtnächste Station Dayan Pagoda befindet sich neben der Großen Wildganspagode und bietet eine Umsteigemöglichkeit in die Linien 3 und 4 der U-Bahn Xi’an. Von hier aus führt die Strecke nach Südosten und entlang des Furong-Sees, kommt nach der Station Tang Paradise East am Zugdepot und Betriebswerk vorbei, umrundet den Quijiuang-See und führt von dort westwärts bis zur Endstation City-wall Relic Park West.

## Fahrzeuge
Die Xi’an Monorail setzt elektrische Triebwagen ein, wobei ursprünglich sechsteilige Zuggarnituren des Typs Intamin P8/48 samt nachlaufendem Antriebswagen mit 23,6 Metern Gesamtlänge und insgesamt 48 Sitzplätzen fuhren. Diese Züge waren vollklimatisiert und es waren drei Fahrzeuge im Betriebseinsatz. Seit dem Streckenumbau kommen vierteilige Fahrzeuge aus drei Personen- und einem Motorwagen zum Einsatz.

## Technik

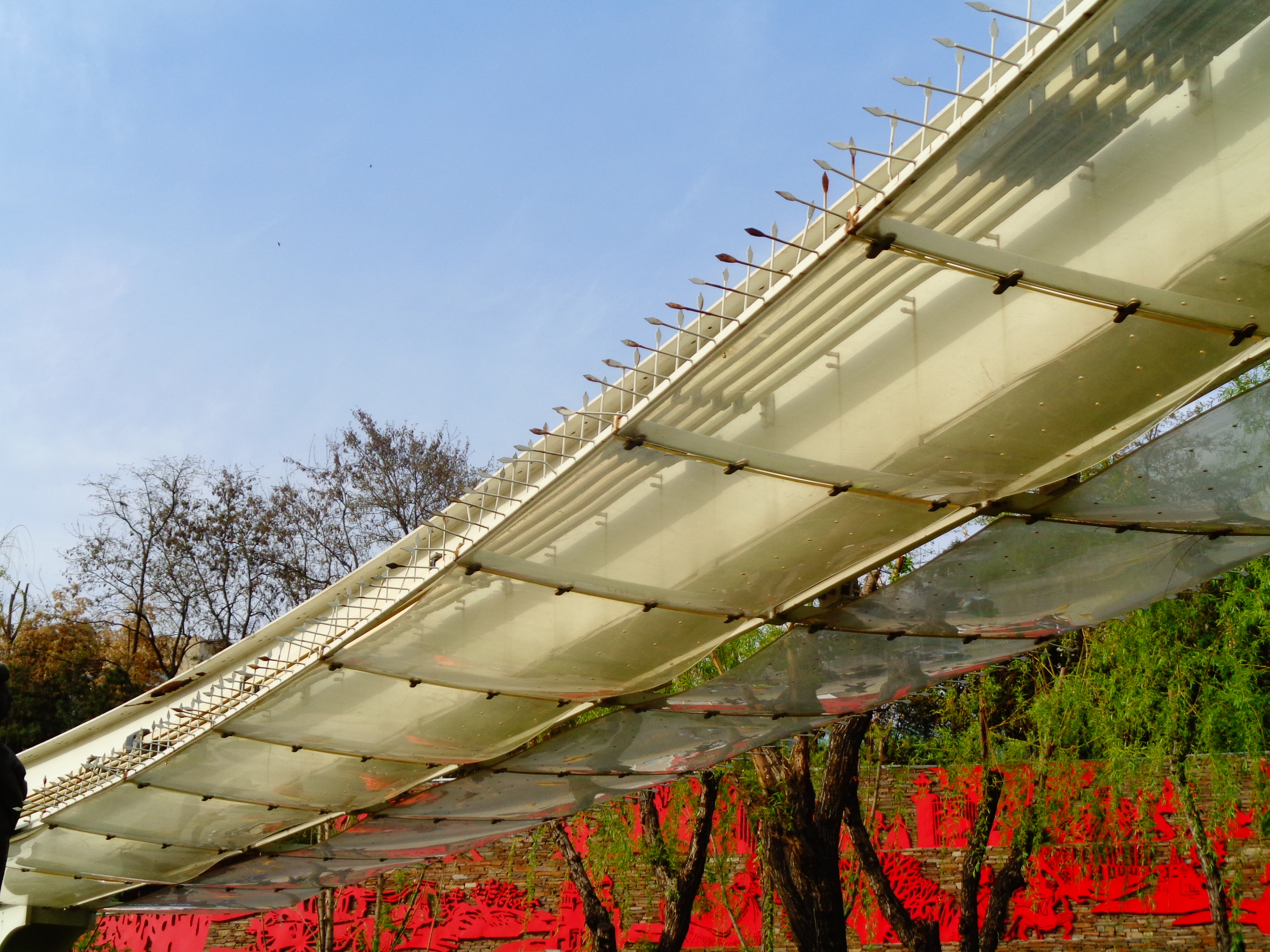
Fahrweg im Jahr 2019

Die Triebwagen der Einschienenbahn fahren auf 500 Millimeter breiten Fahrwegbalken, die Stützweite beträgt in der Regel 15 Meter. Alle Stationen sind mit automatischen Bahnsteigtüren gesichert.

## Betrieb
Die ursprünglich entgegen dem Uhrzeigersinn im Einrichtungsverkehr befahrene Ringstrecke wird nach deren teilweisem Rückbau nunmehr im Zweirichtungsverkehr befahren, nachdem zwischen den Haltestellen City-wall Relic Park East und Changguan Lou eine Ausweichstelle nachträglich eingebaut wurde. Das ist in Anbetracht der asymmetrischen, auf Einrichtungsverkehr ausgelegten Wagenkonfiguration mit dem nachlaufenden Antriebswagen weltweit einmalig.
Eine Fahrt über die gesamte Strecke kostet 80 CNY, umgerechnet rund 10 Euro. Der Fahrpreis ist aufgrund seiner Höhe umstritten.